# فريدي فيشر
فريدي فيشر (بالإنجليزية: Freddie Fisher)‏ هو قائد فرقة ‏ أمريكي، ولد في 11 يونيو 1904، وتوفي في 28 مارس 1967.

## وصلات خارجية
- فريدي فيشر على موقع IMDb (الإنجليزية)
- فريدي فيشر على موقع قاعدة بيانات الفيلم (الإنجليزية)